# Tours FC
Tours FC is een Franse voetbalclub uit Tours, de hoofdstad van het departement Indre-et-Loire.

## Historie
De club werd in 1919 opgericht als Association Sportive Docks du Centre, twee jaar later werd de naam veranderd in AS du Centre. In 1951 werd de naam FC Tours aangenomen en in 1993 Tours FC.
In 1980 bereikte de club voor het eerst de hoogste klasse en speelde daar (mede dankzij de vele goals van Delio Onnis, topschutter aller tijden in de Division 1 tot 1983. Tours bereikte in die periode twee keer de halve finale van de Coupe de France (1982 en 1983), waarin Paris Saint-Germain telkens de boeman was. Bovendien leverde het in 1980/81 en 1981/82 met Onnis de nationale topschutter van de Division 1 af.
Na de degradatie in 1983 keerde Tours meteen terug naar de Division 1. De terugkeer was echter van korte duur, want de club eindigde in het seizoen 1984/85 voorlaatste. Het was (voorlopig) het laatste seizoen van Tours in de hoogste Franse divisie. Sindsdien schippert de club tussen de tweede, derde en soms zelfs vierde divisie. In 2021 werd de club zelfs naar de Régional 1 teruggezet, de zesde klasse. De club kon daar wel meteen kampioen worden.  

## Eindklasseringen
- 1946 4e
Niveau 3
- 1947 2e
Niveau 3
- 1948 4e
Niveau 4
- 1949 1e
Niveau 4
- 1950 12e
Niveau 3
- 1951 4e
Niveau 4
- 1952 1e
Niveau 4
- 1953 2e
Niveau 3
- 1954 11e
Niveau 3
- 1955 9e
Niveau 4
- 1956 5e
Niveau 4
- 1957 3e
Niveau 4
- 1958 2e
Niveau 4
- 1959 3e
Niveau 4
- 1960 1e
Niveau 4
- 1961 12e
Niveau 3
- 1962 6e
Niveau 4
- 1963 5e
Niveau 4
- 1964 2e
Niveau 4
- 1965 1e
Niveau 4
- 1966 3e
Niveau 3
- 1967 11e
Niveau 3
- 1968 1e
Niveau 4
- 1969 13e
Niveau 3
- 1970 5e
Niveau 4
- 1971 3e
Niveau 4
- 1972 2e
Niveau 4
- 1973 1e
Niveau 4
- 1974 2e
Division 3
- 1975 11e
Division 2
- 1976 9e
Division 2
- 1977 3e
Division 2
- 1978 5e
Division 2
- 1979 4e
Division 2
- 1980 1e
Division 2
- 1981 18e
Division 1
- 1982 11e
Division 1
- 1983 18e
Division 1
- 1984 1e
Division 2
- 1985 19e
Division 1
- 1986 9e
Division 2
- 1987 7e
Division 2
- 1988 17e
Division 2
- 1989 1e
Division 3
- 1990 14e
Division 2
- 1991 9e
Division 2
- 1992 9e
Division 2
- 1993 15e
Division 2
- 1994 12e
National 2
- 1995 14e
National 2
- 1996 5e
National 2
- 1997 3e
National 2
- 1998 8e
National
- 1999 10e
CFA
- 2000 3e
CFA
- 2001 6e
CFA
- 2002 8e
CFA
- 2003 2e
CFA
- 2004 16e
National
- 2005 8e
National
- 2006 2e
National
- 2007 20e
Ligue 2
- 2008 2e
National
- 2009 6e
Ligue 2
- 2010 11e
Ligue 2
- 2011 12e
Ligue 2
- 2012 6e
Ligue 2
- 2013 10e
Ligue 2
- 2014 8e
Ligue 2
- 2015 15e
Ligue 2
- 2016 9e
Ligue 2
- 2017 16e
Ligue 2
- 2018 20e
Ligue 2
- 2019 15e
National
- 2020 1e
National 3
- 2021
National 3

- Niveau 1
- Niveau 2
- Niveau 3
- Niveau 4
- Niveau 5

| Seizoen   | №  | Clubs | Divisie              | WG | W  | G  | V  | Saldo | Punten | Tsch  |
| --------- | -- | ----- | -------------------- | -- | -- | -- | -- | ----- | ------ | ----- |
| 2002–2003 | 2  | 18    | CFA                  | 34 | 17 | 12 | 5  | 45–24 | 97     | 1.870 |
| 2003–2004 | 16 | 20    | Championnat National | 38 | 10 | 12 | 16 | 39–43 | 42     | 2.505 |
| 2004–2005 | 8  | 20    | Championnat National | 38 | 15 | 10 | 13 | 39–39 | 55     | 2.149 |
| 2005–2006 | 2  | 20    | Championnat National | 38 | 18 | 11 | 9  | 49–35 | 65     | 3.575 |
| 2006–2007 | 20 | 20    | Ligue 2              | 38 | 6  | 8  | 24 | 30–58 | 26     | 4.379 |
| 2007–2008 | 2  | 20    | Championnat National | 38 | 18 | 11 | 9  | 53–31 | 65     | 3.651 |
| 2008–2009 | 6  | 20    | Ligue 2              | 38 | 17 | 10 | 11 | 50–41 | 61     | 6.898 |
| 2009–2010 | 11 | 20    | Ligue 2              | 38 | 11 | 16 | 11 | 47–46 | 49     | 5.639 |
| 2010–2011 | 12 | 20    | Ligue 2              | 38 | 13 | 10 | 15 | 52–59 | 49     | 6.116 |
| 2011–2012 | 6  | 20    | Ligue 2              | 38 | 15 | 11 | 12 | 44–43 | 56     | 5.380 |
| 2012–2013 | 10 | 20    | Ligue 2              | 38 | 12 | 13 | 13 | 40–49 | 49     | 4.414 |
| 2013–2014 | 8  | 20    | Ligue 2              | 38 | 15 | 10 | 13 | 63–56 | 55     | 6.181 |
| 2014–2015 | 15 | 20    | Ligue 2              | 38 | 12 | 8  | 18 | 49–54 | 44     | 5.129 |
| 2015–2016 | 9  | 20    | Ligue 2              | 38 | 11 | 14 | 13 | 36–41 | 47     | 4.969 |
| 2016–2017 | 16 | 20    | Ligue 2              | 38 | 10 | 13 | 15 | 55–60 | 43     | 4.562 |
| 2017–2018 | 20 | 20    | Ligue 2              | 38 | 5  | 8  | 25 | 34–68 | 23     |       |
| 2018–2019 | 15 | 18    | Championnat National | 34 | 7  | 16 | 11 | 21–29 | 37     |       |

## Bekende (ex-)spelers
- Chris Bedia
- Ismaël Bennacer
- Gaëtan Englebert
- Jean-Jacques Eydelie
- Jordan Faucher
- Romain Genevois
- Olivier Giroud
- Antoine Gounet
- Bingourou Kamara
- Saîf-Eddine Khaoui
- Laurent Koscielny
- Guy Lacombe
- Christophe Mandanne
- Jonathan Mexique
- Prince Oniangué
- Delio Onnis
- Mathias Pogba
- Mickaël Tavares
- Yohann Thuram
- Pierre Vermeulen
- Patrick Vieira
- Denis Zanko